# Rudná (okres Praha-západ)
Rudná, pro rozlišení někdy (podle názvu železniční stanice) označovaná jako Rudná u Prahy (německy  Kirchsassen), je město ve Středočeském kraji, okrese Praha-západ, asi 3 km od západní hranice Prahy a asi 7 km jižně od Hostivice. Rudná vznikla 1. ledna 1951 sloučením dosud samostatných obcí Dušníky a Hořelice. Městem je od roku 2000 a žije zde přibližně 5 500 obyvatel. Město leží u dálničního tahu dálnice D5 z Prahy do Plzně, v jeho západní části vznikla rozsáhlá průmyslová a skladová zóna a kvůli blízkosti hlavního města je město atraktivní i k bydlení.

## Místopis
Město se nečlení na evidenční části. Podle původních obcí však dosud má dvě katastrální území, v jihozápadní části Hořelice a v severovýchodní Dušníky. Katastrální území Dušníky je územně totožné se základní sídelní jednotkou Rudná. Katastrální území Hořelice se člení na dvě základní sídelní jednotky: Hořelice (oblast původní vesnice) a Průmyslová zóna Rudná, zaujímající nejzápadnější část území města.
Z jihu k Rudné těsně přiléhají Nučice, na východě s ní sousedí Jinočany a Chrášťany, na severu až severozápadu Chýně, Úhonice a Drahelčice, krátkou hranici má Rudná za západě s lesnatým výběžkem obce Chrustenice.

## Historie
Širší okolí Rudné bylo osídleno již v době bronzové. Stopy osady z doby bronzové přímo na území Rudné byly objeveny v roce 1995 či 1996 při výstavbě skladu Delvity. Naleziště však bylo stavbaři zničeno, aniž stačil být proveden průzkum. Nejstarší zmínky o zdejších vesnicích jsou z 11. století. Od poloviny 19. století došlo k rozvoji zdejší oblasti v souvislosti s rozvojem dolování černého uhlí na Kladensku, železné rudy v okolí Nučic a vápence u Tachlovic. Roku 1857 byla otevřena Kladensko-nučická dráha, o něco později dráha z Prahy přes Nučice do Berouna. Dušníky s Hořelicí během tohoto rozvoje srůstaly v jeden celek, již po první světové válce byla zvažována možnost jejich administrativního spojení.
Obec Rudná vznikla 1. ledna 1951 sloučením obcí Dušníky a Hořelice. První známá zmínka o obci Dušníky se vztahuje k roku 1228, nejstarší známá zpráva o obci Hořelice pochází z roku 1052. Pro sloučenou obec prý byly navrhovány prapodivné názvy, název Rudná prý vzešel z dětských návrhů ze školy a vycházel ze zaměstnání mnoha zdejších mužů.
Dušníky i Hořelice byly povýšeny na městyse již v roce 1936. Proto se někde píše jako o městysi i o nově vzniklé obci Rudná, třebaže v té době se již tento titul nepoužíval. V letech 1960–1974 patřila obec k okresu Beroun, od 1. července 1974 přešla v souvislosti s rozšiřováním území hlavního města Prahy pod okres Praha-západ. Dne 27. října 2000 byla obec Rudná povýšena na město.

### Obyvatelstvo
Počet obyvatel na území Rudné se značně zvýšil 1886 a 1910 (zhruba z 1 tisíce na téměř 3 tisíce), kolem 3 tisíc obyvatel tu bylo po celé 20. století od 60. do 90. let docházelo k mírnému úbytku. Mezi lety 2001 a 2008 stoupl počet obyvatel v důsledku rozsáhlé bytové výstavby a s ní spojené migrace z 3075 na více než 4200.
Podle sčítání lidu 2001 se hlásilo 2957 obyvatel k české národnosti, 55 lidí národnost neuvedlo, z ostatních národností se nejvíce hlásilo ke slovenské (17 lidí), ruské (12), ukrajinské (6) a německé (5). Celkem 2152 lidí uvedlo, že je bez vyznání, 192 se nevyjádřilo, 731 se označilo za věřící, z toho 552 se hlásilo k římskokatolické církvi, 92 k československé husitské, 11 k českobratrské evangelické a 7 k pravoslavné.
K největšímu nárůstu počtu domů došlo v letech 1900 až 1910 (z 221 na 321), 1921 až 1930 (z 385 na 558), a pak po roce 1991 (v roce 1991 zde bylo 895 domů, v roce 2001 již 1052). V roce 2008 byla navrhovaná nová bytová výstavba pro dalších přibližně tisíc obyvatel. Počátkem roku 2015 zde žilo téměř 4 900 obyvatel, v roce 2010 jich bylo 4 571.

### Územněsprávní začlenění

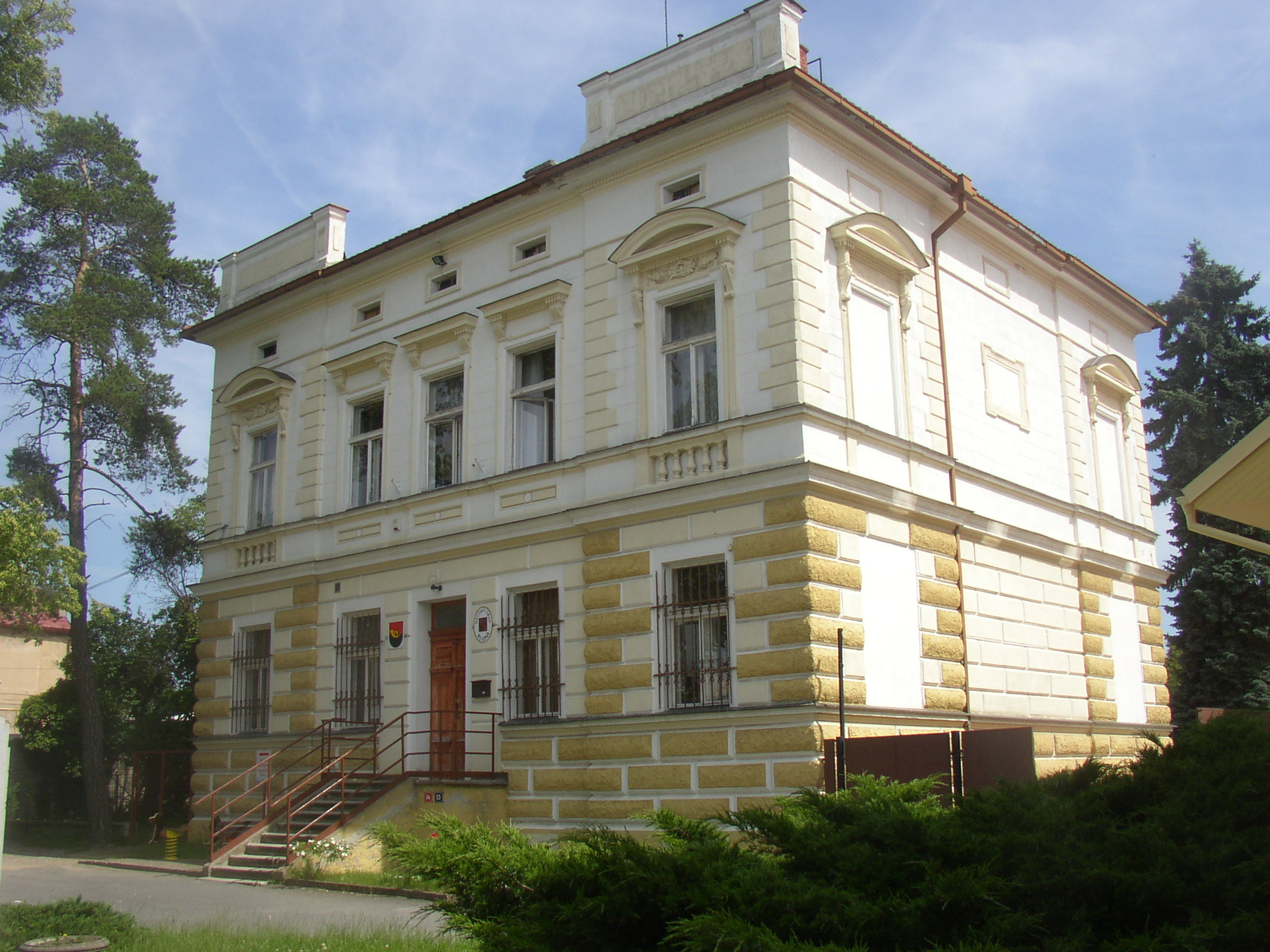
Městský úřad

Dějiny územněsprávního začleňování zahrnují období od roku 1850 do současnosti. V chronologickém přehledu je uvedena územně administrativní příslušnost obcí Dušníky a Hořelice v roce, kdy ke změně došlo:
- 1850 země česká, kraj Praha, politický okres Smíchov, soudní okres Unhošť[9]
- 1855 země česká, kraj Praha, soudní okres Unhošť
- 1868 země česká, politický okres Smíchov, soudní okres Unhošť
- 1893 země česká, politický okres Kladno, soudní okres Unhošť[10]
- 1939 země česká, Oberlandrat Kladno, politický okres Kladno, soudní okres Unhošť[11]
- 1942 země česká, Oberlandrat Praha, politický okres Kladno, soudní okres Unhošť[12]
- 1945 země česká, správní okres Kladno, soudní okres Unhošť[13]
- 1949 Pražský kraj, okres Praha-západ[14]
- 1960 Středočeský kraj, okres Beroun
- 1974 Středočeský kraj, okres Praha-západ[15]
- 2003 Středočeský kraj, obec s rozšířenou působností Černošice

### Znak
V roce 1995 Heraldická společnost v Praze navrhla pro Rudnou znak a prapor. Zlatá poštovská trubka připomíná postavení Rudné na nejstarších poštovních trasách v Čechách. Barevná pole znaku symbolizují církevní subjekty, pod jejichž správou v minulosti společně byly Dušníky i Hořelice. Horní červená polovina znaku a vlajky představuje klášter sv. Jiří na Pražském hradě, který měl ve znaku červený kříž na stříbrném štítě. Černá barva v dolním poli symbolizuje pražské arcibiskupství, které mělo ve znaku zlaté břevno na černém štítě.

## Charakteristika
Rudná je přirozeným centrem širšího okolí, v 50. letech byla střediskovou obcí.
Z celkové výměry 8,20 km² podle údajů z roku 2019 zaujímala 5,84 km² zemědělská půda, z toho 5,06 km² orná půda. 0,67 km² zastavěné plochy a 1,62 km² připadlo na ostatní plochy. Lesní půdy je na území města evidováno pouze 0,29 km². Tradičními zemědělskými plodinami zde jsou ječmen, cukrová řepa a brambory, v příměstských částech ovoce a zelenina, po roce 2000 se i zde rozmáhá pěstování řepky olejky jako energetické plodiny. Zemědělská půda je obhospodařována velkovýrobním způsobem.
Uvažována byla možnost zfunkčnění lokálního biokoridoru LBK 47 Rudná – Nučický háječek z Nučic. Jako významný krajinný prvek VKP 130 – Horka jsou evidovány mezní porosty podél cesty na hranici katastrů Chrášťany, Jinočany a Rudná, které dotvářejí horizont mělkého údolí severně od Nučického háječku.
Kolem centra Hořelic protéká od Úhonic Radotínský potok, přes území Rudné tečou ještě jeho přítoky Dušnický potok a Pižmovka, všechno malé toky s převážně upravenými koryty. Na území Rudné se nachází jeden rybník a jedna nádrž. Nařízením vlády č. 103/2003 bylo území města zařazeno jako zranitelná oblast, tj. území s ohroženými povrchovými nebo podzemními vodami v důsledku koncentrace dusičnanů.
Osou Rudné je Masarykova ulice, součást silnice II/605, občanská vybavenost je soustředěna kolem ní, zejména v okolí městského úřadu u křižovatky s Karlovotýnskou ulicí.

## Stavby a památky

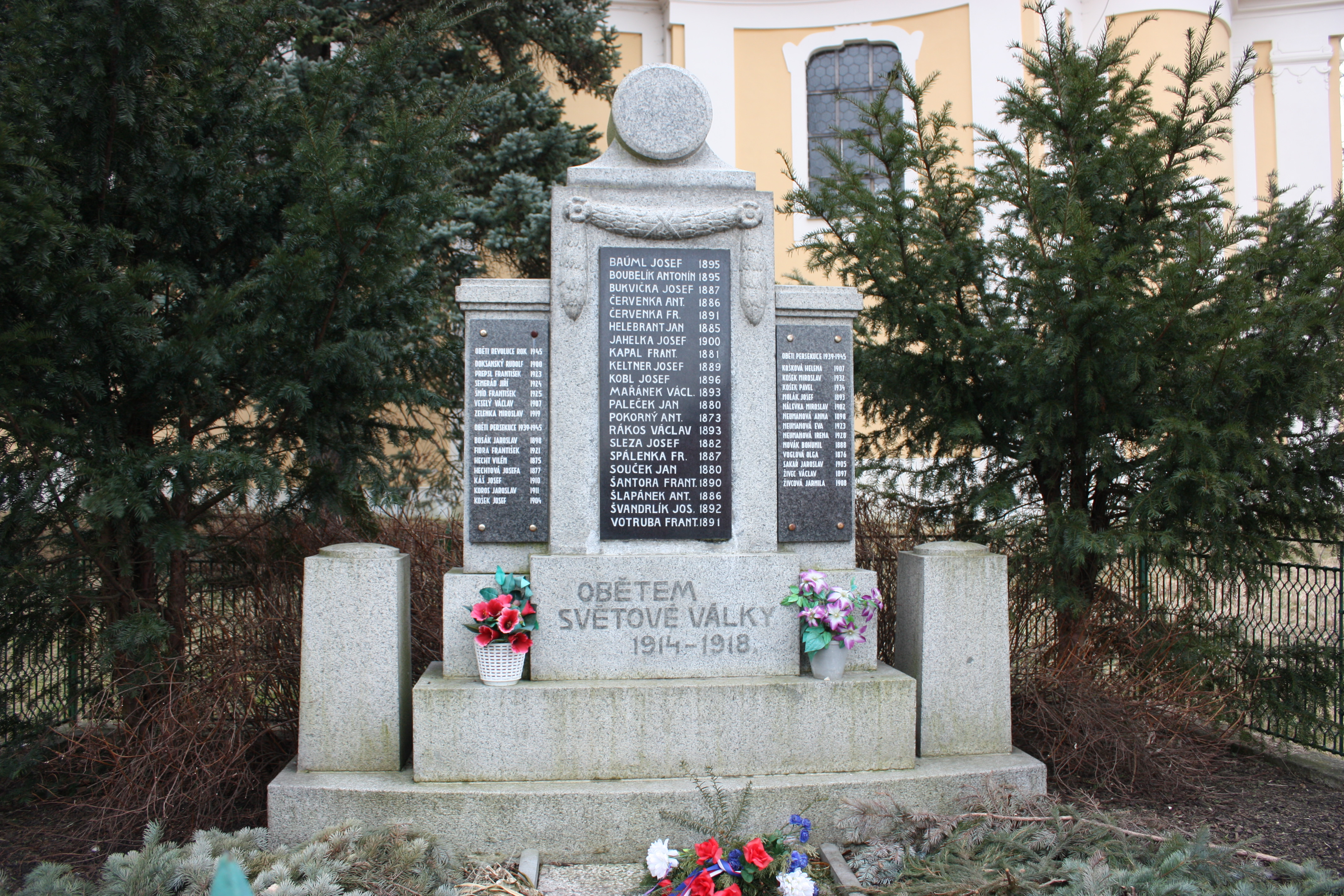
Pomník obětem první světové války a německé okupace v letech 1939–1945

Stávající domovní zástavba Rudné je převážně nízkopodlažní.
Na území Hořelic jsou vyhlášeny tři kulturní památky: areál hořelického zámku (kde se nachází i kaple svatého Kříže, nyní - r. 2018 - v soukromém vlastnictví, nepřístupné), kostel Stětí svatého Jana Křitele a Husův sbor. Na hořelickém hřbitově se nachází kaple blahoslavené Panny Marie. V Dušníkách se nachází kostel svatého Jiří. Malá kaplička se nachází též na Havlíčkově náměstí v Dušníkách.
Od druhé poloviny 90. let 20. století vzniká v jihozápadní části města komerční zóna, do které dojíždějí za prací lidé z bližšího i širšího okolí, i z Prahy a severních Čech. V první fázi bylo vybudováno 107 tisíc m² skladových a výrobních ploch a 31 tisíc m² kancelářských ploch, dalších 60 tisíc m² mělo následovat ve druhé fázi. V roce 2008 v areálu sídlilo asi 20 výrobních, logistických a obchodních společností, nájemci se však kvůli fluktuaci v oboru logistiky obměňují. Součástí areálu je i celnice a odstavné parkoviště pro kamiony.
V roce 1995 zde došlo při stavbě velkoskladu společnosti Delvita k objevu neocenitelné památky, 3000 let starého sídliště z pozdní doby bronzové. Společnost Delvita přesto přes četné protesty z řad kulturní obce pokračovala ve stavbě a naleziště tak zničila. Hmotná škoda byla odhadnuta na 40 milionů, kulturní škoda je podle odborníků nevyčíslitelná. Delvita navíc na plánovanou výstavbu velkoskladu neměla stavební povolení. Trestní stíhání za stavbu odpovědné osoby bylo v roce 2000 zastaveno.

## Činnost obce, vybavenost, služby
Rudná je členem Svazku obcí region Jihozápad.
Městský úřad v Rudné vykonává činnost matriky a stavebního úřadu v přenesené působnosti státu pro své území a dalších 8 obcí. Zastupitelstvo mělo v období od roku 2006 počet členů 15. Příspěvkovými organizacemi města byly dvě základní školy a jedna mateřská škola, zatímco městská knihovna je organizační složkou obce.
Ve městě jsou vybudovány základní sítě, tedy vodovod, elektřina, plynovod a splašková kanalizace. V roce 1992 byla zkolaudována hlavní kanalizační stoka, v roce 1994 byl dokončen vodovod, masivní plynofikace proběhla do roku 1996. Zdrojem vody pro obecní vodovod je vodovodní řad DN 600 Zadní Kopanina – Beroun, který je ve správě akciové společnosti Vodovody a kanalizace Beroun, a dálkový přivaděč Želivka. Vodovodní řad v Rudné vlastní a provozují Technické služby Rudná, a. s. Vodojem v k. ú. Hořelice zásobuje pitnou vodou kromě Rudné též Drahelčice a Nučice. Provozovatelem kanalizační sítě v Rudné a čistírny odpadních vod Rudná jsou rovněž Technické služby Rudná, a. s., vlastníkem ČOV je město. ČOV Rudná přijímá splaškové vody z Rudné, Drahelčic a části Chrášťan. Součástí kanalizačního řadu je i 8 přečerpávacích stanic. Město nemá oddílnou kanalizaci, tj. dešťové vody jsou odváděny do splaškové kanalizace. Místní plynovodní řad je napojen na vysokotlaký plynovod vedoucí severozápadně od města. Místní elektrická rozvodná síť 22 kV se na distribuční síť napojuje na dvou místech, v severovýchodní části (u železniční stanice) a na západní straně Rudné. Rozvod elektřiny je na řadě míst stále ještě řešen vzdušným vedením.
Odpadové hospodářství zajišťuje firma Technické služby Rudná, a. s. Zajišťují svoz směsného komunálního odpadu v Rudné, Nučicích, Úhonicích, Drahelčicích, Chrášťanech, Jinočanech a Tachlovicích a odvoz a likvidaci tříděného komunálního odpadu ze sběrného místa v Obchodní ulici v Rudné a ze sousedních obcí.
Technické služby Rudná a. s. zajišťují též údržbu místních komunikací a zeleně, úklid města, správu a údržbu obecních nemovitostí, provozují videopůjčovnu a personálně zajišťují provoz městské knihovny a podílejí se na organizaci kulturních akcí. Jejich dceřinou společností je i firma provozující squashové centrum. Jediným akcionářem Technických služeb Rudná a. s. je město Rudná.
Údržbu veřejného osvětlení provádí firma Eltodo-Citelum a.s.
Ve městě se nachází městský úřad, služebna městské policie, dvě základní školy (Masarykova ulice a ulice 5. května, z toho jedna s tělocvičnou), mateřská škola, městská knihovna, lékárna, dům seniorů v majetku kraje, obecní dům, dva hřbitovy, dětská hřiště a fotbalové hřiště, squash centrum (v budově bývalého kina), tenisové kurty a sokolský dům v majetku TJ Sokol. Dále dvě samostatné ordinace praktického lékaře pro dospělé, jedna samostatná ordinace praktického lékaře pro děti a dorost, dvě samostatné ordinace praktického lékaře - stomatologa, detašované pracoviště samostatné ordinace praktického lékaře - gynekologa, samostatná ordinace lékaře specialisty a pracoviště záchranné služby Praha-venkov.
Na základě zákona o povinném zřizování knihoven z roku 1919 byla v roce 1920 otevřena knihovna v Hořelici a roku 1921 v Dušníkách. Rudenská knihovna v současnosti sídlí v budově Obecního domu, tedy bývalé dušnické školy, a slouží i obyvatelům okolních obcí. Knihovní fond čítá asi 10 tisíc svazků, katatog je elektronicky zpracován a sdílen v meziknihovenském systému.
Průmyslová výroba je nyní v Rudné zastoupena minimálně, většina ekonomických aktivit na území obce spadá do kategorie služeb, značná část obyvatel dojíždí za prací do Prahy. V roce 2006 mělo ve městě sídlilo 239 právnických osob, z toho 153 obchodních společností a dvě družstva, a 833 samostatně výdělečných fyzických osob, z toho 792 živnostníků. Jedna obchodní společnost spadala do kategorie 3000 až 4000 zaměstnanců, 10 subjektů do kategorie 100 až 1000 zaměstnanců, 26 do kategorie 10 až 100 zaměstnanců. V roce 2001 z 1294 zaměstnaných obyvatel obce 776 dojíždělo za prací do jiného kraje (většinou do Prahy), 116 dojíždělo do jiné obce v rámci okresu a 67 do jiného okresu v rámci kraje. Z 509 žáků a studentů 265 docházelo či dojíždělo do školy v rámci obce, 197 do jiného kraje (většinou do Prahy), 4 žáci nebo studenti do jiné obce v rámci okresu a 34 do jiného okresu v rámci kraje. V zemědělství či lesnictví bylo činných méně než 1,5 % ekonomicky aktivních obyvatel, v průmyslu nebo stavebnictví téměř 20 %.
V roce 1874 byl založen spolek Oul, v roce 1889 Spolek vojenských vysloužilců z roku 1889, v roce 1884 spolek Bratrstvo-Svornost, v roce 1889 Sbor dobrovolných hasičů. Spolky existovaly zvlášť v Dušníkách i Hořelici, některé z nich se následně spojovaly. Ve 20. a 30. letech 20. století zaznamenala spolková činnost rozmach. Sídlo většiny spolků bylo v restauraci Na Nové, U Červenků.

## Doprava
Rudná leží na železniční trati Praha – Rudná u Prahy – Beroun (doprava z Prahy zahájena 1873, dále do Berouna 1897), do níž zde od severu zaúsťuje železniční trať Rudná u Prahy – Hostivice (doprava zahájena 1873). Obě tyto trati jsou jednokolejné a jsou součástí celostátní dráhy. Po trati Praha – Rudná u Prahy – Beroun vede linka S6 (Praha - Rudná u Prahy - Nučice zast. - Beroun) v rámci systému Esko Praha. V roce 2014 vede po trati Rudná u Prahy – Hostivice linka S65, na níž jezdí do Rudné 12 párů vlaků v pracovní den a 7 párů vlaků o víkendovém dnu. Nádraží Rudná u Prahy se nachází na východním okraji města, poblíž hranice Chrášťan. U středu Dušníků byla k 1. září 2014 zřízena na trati Praha – Rudná u Prahy – Berounnová zastávka Rudná zastávka. V Nučicích těsně u jižní hranice zástavby Hořelic se nachází nádraží Nučice.
Západně od hořelického zámku se nachází nákladová železniční stanice Hořelice (dříve označovaná jako Nučice nákladové nádraží), na níž začíná železniční vlečka Nučice – Mořina, Nákladové nádraží je spojkou z roku 1908 napojeno na osobní nádraží Nučice. Vlečka je pozůstatkem Kladensko-nučické dráhy, postavené roku 1858. Úsek Kladno – Hořelice byl zrušen 31. prosince 1968, úsek Hořelice – Mořina o délce 12,5 km byl předán podniku Rudné a nerudné doly Mořina, který na trati zrušil všechny stanice a odbočky kromě stanice Kuchař a zrekonstruoval ji; dnes vlečku vlastní a provozují Lomy Mořina a slouží především k přepravě vápence.
Přes Dušníky a Hořelice vedla odedávna cesta na Plzeň. V Hořelicích byla přepřahací poštovní stanice, dnes označovaná Stará pošta. Severním okrajem města vede dálnice D5 s exitem 5 (Rudná, Unhošť). Bývalá pražsko-plzeňská silnice procházející osou města směrem na Beroun je dnes součástí silnice II/605 a má již jen regionální význam, přesto je její vytížení považováno za jeden z největších problémů města – slouží jako sběrná komunikace pro okolní obce i jako náhradní trasa při neprůjezdné dálnici D5. Kolmo k ní obcí prochází kolem západního okraje hořelického centra (po ulicích Lidická, 5. května a V Brance) aglomerační okruh 101, v úseku Kladno – Unhošť – Rudná – Radotín. Ulice Pod Můstkem od hořelického zámku směrem na Nučice, tedy k železniční zastávce Nučice zastávka, je evidována jako silnice 10127. Z dnešního centra Dušníků u obecního úřadu vede na jih Karlovotýnskou a pak na východ Jinočanskou ulicí 00516 do Jinočan, zatímco zalomením Karlovotýnské ulice na východ pokračuje silnice 00517 do Nučic. Na sever přes Havlíčkovo náměstí a Šamonilovou ulicí vede silnice 00518 směrem do Chýně, z ní za dálnicí odbočuje spojky 00518 a téměř souběžně pak ještě 00520 do Úhonic.
Celostátní sčítání dopravy v roce 2005 naměřilo na silnici II/605 (Masarykova ulice) v celoročním průměru 11 848 vozidel/24 hodin, z toho nákladních vozidel 2064. Na profilu v ulici K Brance (silnice II/101) bylo naměřeno 1 964 vozidel/24 h., z toho 1507 nákladních.
Většina autobusových linek je začleněna do Pražské integrované dopravy. Svazek linek Pražské integrované dopravy provozovaný společnosti Arriva Střední Čechy (provozovna převzatá od bývalé společnosti Spojbus) jede od stanice metra Zličín. V oblasti Rudné končí linky 310 ( pouze malá část spojů, většina ukončena v sousedních Nučicích) a 358 (358 jede ze Zličína přes Chýni, cca 9 spojů), linka 308 pokračuje do sousedních Nučic, 311 pokračuje opět přes sousední Nučice, Vysoký Újezd, Bubovice na Mořinu a část spojů až do Řevnic. Dále jezdí přes Rudnou linka 380 spojující Prahu a Králův Dvůr a linka 307 dopravce ČSAD MHD Kladno jede rovněž od stanice metra linky B Zličín a pokračuje do Úhonic, Červeného Újezda, Unhoště a některé spoje zajíždí až do Kladna.V minulosti centrem Rudné projížděla i dálková doprava na Plzeňsko, ta však byla kompletně převedena na dálnici D5, v Rudné nyní žádná dálková linka nezastavuje, po dálnici jsou vedeny i některé regionální linky na Berounsko (384, 394). Na území Rudné se nacházejí zastávky:
- Rudná, u nádraží (na Masarykově)
- Rudná, Dušníky (na Masarykově)
- Rudná, u kina (na Masarykově)
- Rudná, zdravotní středisko (v Karlovotýnské ulici směrem k Nučicím a zpět, pro linku 310)
- Rudná, Nerudova (na Masarykově)
- Rudná, škola (na Masarykově)
- Rudná, Hořelice (na Masarykově)
- Rudná, V Brance (na ulici V Brance směrem k Nučicím a zpět)
- Rudná, Za Panskou zahradou (dříve Rudná, Delvita) (v ulici Za Panskou zahradou v průmyslové zóně) - na znamení
- Rudná, Celní úřad (ul. K vypichu v průmyslové zóně)
- Rudná, Hewlett-Packard (ul. K vypichu v průmyslové zóně)
- Rudná, Vypich (dříve Rudná, FIC) (otočka na konci ul. K vypichu v průmyslové zóně, závlek)

Délka úseku od první k poslední zastávce v Rudné (od nádraží k Vypichu) je 5 kilometrů, jízdní doba podle jízdního řádu 11 minut. Celá Rudná je zařazena do 1. vnějšího pásma PID, průmyslová zóna navíc zároveň do 2. pásma PID, což zvýhodňuje dojíždění z 3. a dalších vnějších pásem.
Přes Rudnou nevede žádná značená cyklotrasa ani pěší turistická trasa, pouze neosídlený severní výběžek katastrálního území Dušníků protíná svazek cyklotras 1, 2, 3 a 5 soustavy Křivoklátské okruhy, vedoucích z Chýně do Úhonic.